# Christian Copelin
Cristiano Copelin (nacido el 23 de febrero de 1990) es ex-actor infantil estadounidense, más conocido por su papel como Lanny Onasis, en la serie de comedia de Disney Lizzie McGuire. Apareció en 21 episodios. Su personaje, Lanny Onasis, sólo se expresaba a través del lenguaje corporal y de gestos faciales.

## Filmografía
- The West Wing... (1999)...Jeffrey Lucas en un episodio, "In Excelsis Deo
- Lizzie McGuire... (2001–2003)... (papel recurrente como Lanny Onasis en 21 episodios)
- The Jersey... (2001)... (estrella invitada como Todd en un episodio)
- The King of Queens... (2001)... (estrella invitada como Scott en un episodio)
- Eyes... (2005)... Ray Hunter en un episodio